# 下哇台遗址
下哇台遗址，位于中国青海省互助县五十乡五十村，为第三批青海省文物保护单位，公布日期为1959年3月16日，类型为古遗址。
下哇台遗址的历史年代为卡约文化。